# Vie non cellulaire
Acytota
Cet article concerne les organismes non cellulaires. Pour les structures non cellulaires qui ressemblent à des cellules, voir syncytium.
 (avril 2012).
Si vous disposez d'ouvrages ou d'articles de référence ou si vous connaissez des sites web de qualité traitant du thème abordé ici, merci de compléter l'article en donnant les références utiles à sa vérifiabilité et en les liant à la section « Notes et références ».
— non classé —
Taxons de rang inférieur
- Aminoacuea (prions)
- Nucleacuea (virus)

Synonymes
- Aphanobionta Novak, 1930
- Acellularae Traub, 1963[réf. souhaitée]

La vie non cellulaire existe sans une structure cellulaire. Ce terme présume la classification scientifique phylogénétique des virus comme des formes de vie.
La vie artificielle hypothétique, les machines qui s'autorépliquent, et les molécules les plus simples capables d'autoréplication, comme les cristaux, ne sont pas généralement considérées comme vivantes. 
Certains biologistes font référence aux organismes entièrement syncytiaux comme acellulaires car ces corps contiennent de multiples noyaux qui ne sont pas séparés par des parois cellulaires ; cependant, ces organismes contenus dans des cellules sortent du champ de cet article.

## Histoire
L'auto-assemblage viral a des implications pour l'étude de l'origine de la vie, car il donne plus de crédit à l'hypothèse que la vie pourrait avoir commencé comme molécules organiques s'auto-assemblant.
La question de la vie sans structure cellulaire revint à nouveau au premier plan avec la découverte en 2003 que le large et complexe Mimivirus peut faire des protéines qui prennent part à la synthèse de protéines. Cette découverte suggère la possibilité que certains virus peuvent avoir évolué à partir de formes plus anciennes qui pouvaient produire des protéines indépendamment d'une cellule hôte. Si c'est le cas, il put y avoir, à un certain moment, un domaine de vie virale.
Il n'est pas clair que tous les petits virus proviennent de virus plus complexes par le biais de réduction de la taille du génome.

Un domaine de vie viral peut être pertinent uniquement pour certains gros virus comme les grands virus nucléocytoplasmiques (virus à ADN) tel que le Mimivirus.

## Virus
En discutant les domaines de vie taxonomique, les termes Acytota ou Aphanobionta sont occasionnellement utilisés comme noms d'un royaume viral, domaine, ou empire. Le nom de vie cellulaire correspondant serait Cytota.
Les organismes non cellulaires et la vie cellulaire seraient les deux seules subdivisions de vie terrestre - aussi connus comme organismes terrestres, Biota, Naturae ou Vitae.

## Viroïde
Les viroïdes sont des pathogènes des plantes qui consistent en une petite longueur d'ADN circulaire simple-brin, sans le manteau protéique typique des virus.
L'ARN viroïde ne code pas les protéines.